# Хельвег Петерсен, Лилли
Лилли Эдит Хельвег Петерсен (дат. Lilly Edith Helveg Petersen, урождённая Лольк, дат. Lolk; 13 сентября 1911 — 10 октября 2005) — датский политик. Жена политика Кристена Хельвега Петерсена, мать политика Нильса Хельвега Петерсена.
Родилась в семье моряка на острове Тосинге. Мать Лилли Лольк была политически активной и участвовала в работе местного отделения партии Радикальная Венстре. Лольк окончила в 1933 году учительскую семинарию Свеннборге, преподавала в гимназии в Оденсе, затем в школе для глухих в Нюборге. В 1936 г., выйдя замуж, продолжала работать в области образования и активно участвовать в общественной деятельности. В 1942 году выступила одним из соавторов учебника по труду для девочек (дат. Arbejdskundskab for Kvinder), призванного не только дать школьницам начальные навыки домашней работы и ведения бизнеса, но и позволить им задуматься о своём личном выборе: трудоустройство или ведение домашнего хозяйства. В 1960 г. выпустила учебник для уроков о семье (дат. Familiekundskab).
Начиная с 1947 года Хельвег Петерсен предпринимала попытки быть избранной в Фолькетинг, однако ни одна из них так и не стала успешной. В то же время партия Радикальная Венстре ценила её опыт, особенно в вопросах образования и прав женщин. В 1965—1974 гг. она возглавляла комитет по делам образования в национальной Комиссии по делам женщин, много занимаясь проблемами дополнительного образования для взрослых женщин. В 1970 г. была избрана в городской совет Копенгагена и в конце того же года заняла должность бургомистра пятого магистрата Копенгагена (ответственного за вопросы транспорта, энергетики и окружающей среды), на которой оставалась до 1978 года. Под руководством Хельвег Петерсен в Копенгагене завершился (к 1972 году) переход от трамвайного сообщения к автобусному, она содействовала благоустройству городских набережных и резко выступала против транспортировки нефти в городской черте.
Имя Хельвег Петерсен носит площадь (дат. Lilly Helveg Petersens Plads) в копенгагенском районе Эстербру.